# 李宗坊
李宗坊（1918年—？），男，四川铜梁人，中国实业家，曾任全国工商联常委、四川省工商联名誉副主委，第四、五、六、七、八届全国政协委员。